# شمیران
شِمیران، نام شهری تاریخی و کوهستانی در شمال استان تهران است که در گفتار عامیانه به آن «شمرون» می‌گویند. شمیران که بر دامنه‌های رشته کوه‌های البرز قرار دارد، شمالی‌ترین منطقه‌ی شهری تهران را تشکیل می‌دهد. این منطقه امروزه در تقسیمات کشوری با نام شهرستان شمیرانات شناخته می‌شود. بسیاری از روستاهای قدیم شمیران امروزه بخشی از منطقه‌ی ۱ و ۳ شهرداری تهران بزرگ به‌شمار می‌روند.

## آب و هوا
شمیران به دلیل قرارگیری بر روی دامنه‌های رشته کوه البرز، از آب و هوای معتدل کوهستانی برخوردار است و دارای زمستان‌هایی سرد و مرطوب و تابستان‌هایی خنک می‌باشد. شمیران دارای فضای سبز گسترده‌ای می‌باشد و تعداد بی‌شماری درخت چنار تنومند و کهنه سال در خیابان‌های آن به چشم می‌خورد؛ به گونه‌ای که درخت چنار به نمادی از این منطقه تبدیل شده‌است.
بلوک شمیران ... از کمال خضرت و صفا و نضرت و بها از حیز توصیف بیرون است. بلوک شمیران که به شمع ایران معروف بوده بهترین ییلاقات دنیاست.— احمد رازی، تذکره هفت اقلیم

## تاریخچه
شمیران در گذشته منطقه‌ای ییلاقی و خوش آب و هوا در شمال تهران به‌شمار می‌آمد و محل اقامت تابستانی پادشاهان قاجار و پهلوی نیز بوده‌است و چندین مجموعه کاخ و اقامتگاه توسط آنان در شمیران ساخته شده‌بود. کاخ‌موزه سعدآباد و کاخ نیاوران نمونه‌هایی از این کاخ‌ها به‌شمار می‌رود. به علت گسترش تدریجی شهر تهران، شمیران رفته رفته در شهر تهران ادغام شده و امروزه تحت نظارت مناطق ۱ و ۴ شهرداری تهران اداره می‌شود.
از گذشته، تجریش مهم‌ترین آبادی و مرکز منطقه شمیران به‌حساب می‌آید. خیابان شریعتی با نام پیشین جاده قدیم شمیران، مهم‌ترین راه مواصلاتی این منطقه به تهران قدیم بوده‌است. با احداث خیابان ولیعصر (جاده پهلوی) توسط رضاشاه، دسترسی به تجریش و شمیران برای ساکنان تهران آسان‌تر شد و روند پیشرفت آن را سرعت بخشید.
شمیران دارای باغ های زیادی هست که باعث به وجود آمدن منظره ای سرسبز و آب و هوایی سرد تر از شهر تهران شده است٫ همچنین به دلیل قرارگیری سفارت های متعدد در این شهر٫ یکی از مناطق مهم کشور به حساب میاید.
در زمان قدیم تعداد افرادی کمی در این شهر زندگی میکردند اما به دلیل شرایط خوب آب و هوایی و پیشرفت مدرنیته در کنار وجود خانه های ویلایی و قدیمی اشرافی٫ بسیاری از مردمان از سراسر کشور به این شهر مهاجرت کرده اند.
فامیلی های قدیمی و اصیل شمیرانی با شجرنامه به شرح زیر است:
محققی٫ واعظی٫ نیاورانی٫ صالح‌راد٫ قوامی٫ چیذری٫ ثابتی٫ میرعربشاهی٫ رویگری٫ شکرابی٫ جبلی٫ کردستانی٫ فرمانیان٫ ایجادی٫ مفیدی٫ میرعمادی٫ میرمهدی٫ میری٫ اله‌وردی٫ کیارستمی٫ تجریشی٫ ازگلی٫ رازقی٫ زاهدی٫ جمارانی٫ اژدری٫ منایی٫ دزاشیبی٫ جوزی٫ قیدی٫ عرفاتی٫ فکری٫ فوقانی٫ لواسانی٫  سلیمی ٫ سیدابراهیمی٫ کمایی٫ سوهانی٫ اعجازی٫ افضلی٫ وزوایی٫ ولایتی٫ شمیرانی٫شعبانی/خیری و…

## محله ها  و نقاط مهم

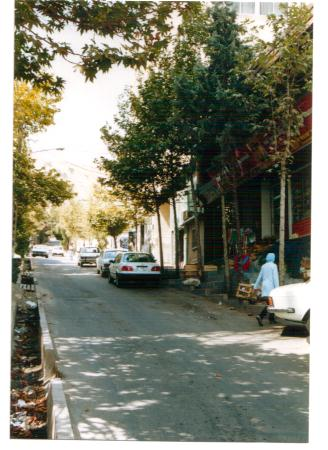
خیابان مهر در زعفرانیه

شمیران از شمال به ارتفاعات البرز، از شرق به لواسانات و از غرب به منطقه ۲ شهرداری تهران محدود می‌شود. مرز جنوبی این منطقه امروزه محدوده مشخصی ندارد و شامل منطقه ۳ شهرداری تهران میباشد. شمیران شامل تمامی منطقه ۱ شهرداری تهران و همین‌طور شامل تمامی منطقه ۳ می‌باشد.
گرچه شمیران از نظر تقسیمات کشوری بخشی از تهران بزرگ و شهرستان شمیرانات استان تهران به‌شمار می‌آید ولی گاهی در منابع غیررسمی از آن به عنوان یک منطقه شهری مستقل با نام شهر شمیران یاد می‌شود.
شمیران دارای تعداد بسیار زیادی محله کوچک و بزرگ می‌باشد. تعدادی از این محله‌ها در گذشته مستقلاً قریه بوده‌اند. تعدادی دیگر نیز از املاک و باغ‌های اشراف قاجار بوده‌است و به رسم شیوه نامگذاری اماکن در آن عصر، بیشتر دارای پسوند (ـیه) می‌باشند. برخی از محله‌های مشهور شمیران عبارتند از: سوهانک،
ازگل، دارآباد، اقدسیه، آجودانیه، صاحبقرانیه، نیاوران، منظریه، کامرانیه، حصاربوعلی، فرمانیه،  نیک‌زانا، لویزان ، چیذر، دزاشیب، تجریش، گلاب‌دره، امامزاده قاسم، دربند، زعفرانیه، ولنجک، مینی سیتی، محمودیه، الهیه،  جردن، اوین ، قبا و درکه.
بیشتر سفارتخانه‌های کشورهای خارجی و محل دائمی نمایشگاه‌های بین‌المللی تهران در شمیران واقع شده‌است.
امامزاده صالح و منزل پیشین سید روح‌الله خمینی نیز در شمیران قرار دارد.
در شهر شمیران٫ علاوه بر بافت سنتی و سرسبز٫ دارای آسمان خراش ها و برج های متعدد در برخی از مناطق هست از جمله، آسمان خراش هتل فرشته در محله الهیه، برج آسمان فرمانیه، برج کشتی رانی فرمانیه، برج هرمس فرشته، برج آی تی ملت اقدسیه (ازگل)، برج گلپاد الهیه و…

## گویش بومی شمیران
دانشنامه ایرانیکا درباب زبان منطقه قصران آورده‌است که باید به دو بخش باید تقسیم شود. زبان بومیان شمال و شمال شرق منطقه بخش درونی قصران نزدیکی بسیار زیادی به زبان مازندرانی دارد. گویش منطقه جنوبی از اوشان در مرکز تا جیرود و تجریش در جنوب شمیران گونه‌ای از زبان فارسی-مازندرانی است و ویژگی‌های زبان‌های کاسپین را دارد. در سال‌های دور آن دسته از بومیان تهران که در محدوده ونک و شمیران سکونت داشتند به دلیل مجاورت با استان مازندران، زبان مازندرانی داشتند. والنتین ژوکوفسکی خاورشناس و زبان‌شناس روس اواخر قرن ۱۹ میلادی در سفری که به ایران داشت در حوالی شمیران با گویش تجریشی آشنا شده و در آثارش به این گویش اشاره می‌کند؛ گویشی که شباهت بسیاری با زبان مازندرانی دارد. تا امروز در محدوده‌هایی از جمله سرآسیاب دولاب، شاه عبدالعظیم و… هنوز هم افرادی با لهجه شمرانی صحبت کنند؛ لهجه‌ای که ملایم شده زبان مازنی است.

## نژاد

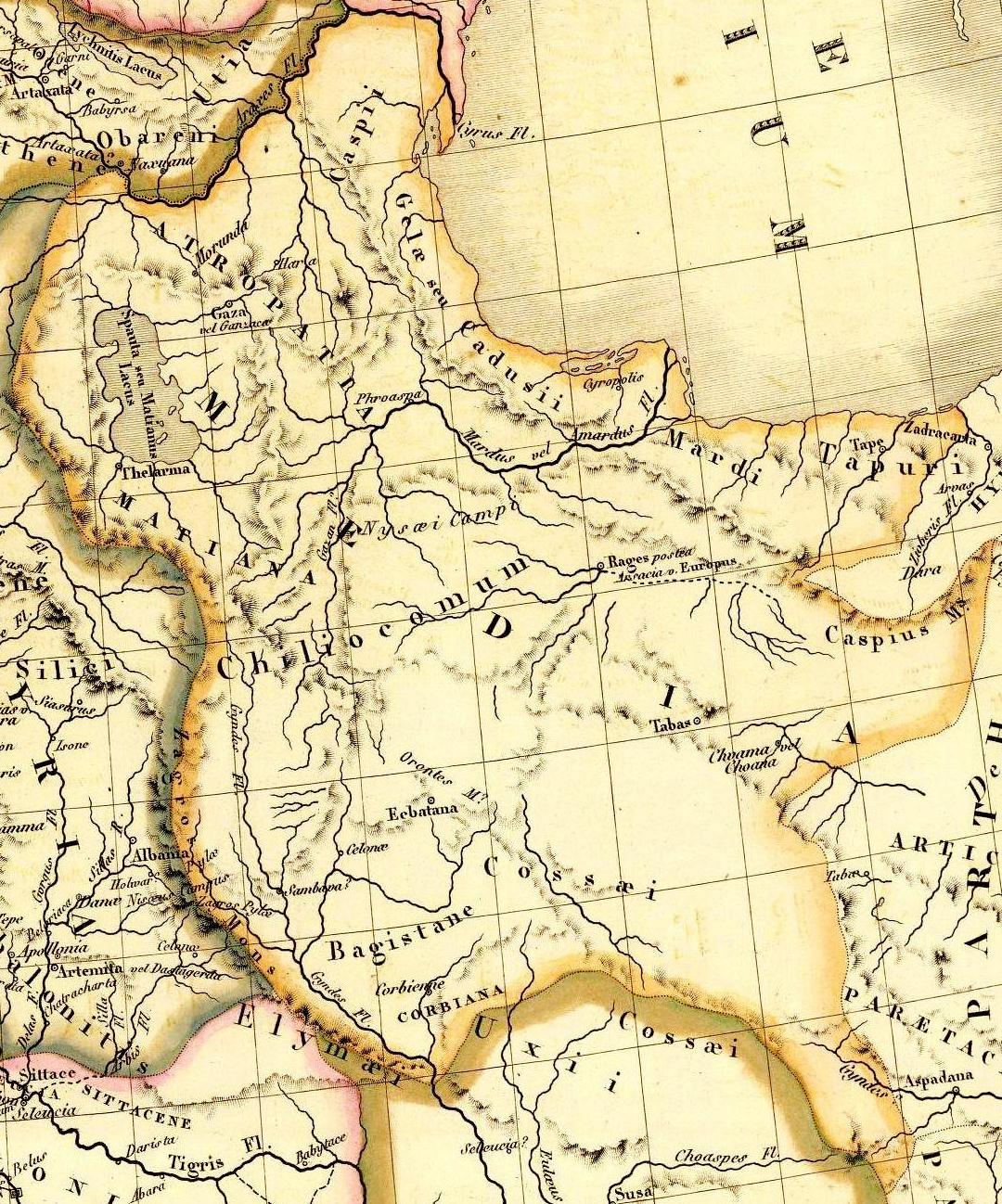
سرزمین مادها (شاخه‌ای از آریائی‌ها) که شامل ری، شمیران و لواسانات نیز می‌گردیده‌است.

نژاد مردم بومی شمیران و مناطق دیگر شمیرانات آریائی و همانند شهر ری باستان از شاخه مادها می‌باشد که به مرور زمان در پی مهاجرت‌های اقوام بنا به دلایل گوناگونی مثل جنگ، تجارت، کار، تبعید، حکمرانی و… اختلاط‌هایی با یونانی‌ها، سادات هاشمی و نیز اقوام دیگر ساکن در فلات ایران داشته‌است.

## واژه‌شناسی
شمیران از دو بخش «شمی» یا «سمی» یا «شم» به معنی «بلند»، و «ران» به معنی «جای» تشکیل شده‌است که روی هم، «بلندجای» را گویند. (در مقابل «تهران» (ته + ران) به معنی «پایین جا». در متون قدیمی این منطقه را قلعه شمیران گفته‌اند. در مقابل احمد کسروی ریشه لغوی نام این منطقه را چنین دانسته‌است: « «ران» به معنی جایگاه و سرزمین است، و «سمی» یا «شمی» به معنای سرد است و لذا شمیران (شمیرام، شمیرم، شمیلان، سمیران و سمیرم) به معنای جای سرد یا سردسیر است». نکته‌ای که بر مطلب بالا می‌توان افزود این است که این اسم به حالت جمع و به صورت شمیرانات که امروزه به کار می‌رود، غلط است زیرا شمیران نام عمومی این منطقه‌است که دارای چندین شهر و روستاست و از میان آن‌ها سی روستا در کوهستان قرار دارند و آب و هوای هفده قریه کاملاَ سردسیری است.
به گفته ع. پاشایی، نام شمیرانان نتیجهٔ فارسی‌سازی نام «شمرون» از گویش شمیرانی که با زبان مازندرانی اشتراکاتی دارد، است. روستایی به نام شمیران در دهستان فیروزجاه بخش بندپی شرقی شهرستان بابل استان مازندران وجود دارد. هم چنین منطقه‌ای به نام شمیران با آب و هوای مشابه شمیران تهران در بیت‌المقدس وجود دارد.

## آب و هوا
دمای سالانه شمیران در ایستگاه هواشناسی سعدآباد طبق آمار ۲۰ ساله (۱۳۵۳–۱۳۷۳) ۱۲/۹ درجه سانتیگراد است.
میزان بارندگی شمیران از سال ۱۹۸۸ تا ۲۰۰۷ به‌طور متوسط ۴۳۵/۸ میلیمتر بوده‌است.
بیشترین دمای ثبت شده از سال ۱۹۸۸ تا ۲۰۰۷ دمای +۳۹/۸ درجه سانتیگراد بوده‌است.
تعداد روزهای همراه با بارش برف شمیران نیز ۲۴ روز در سال ثبت شده‌است.

## مناطق

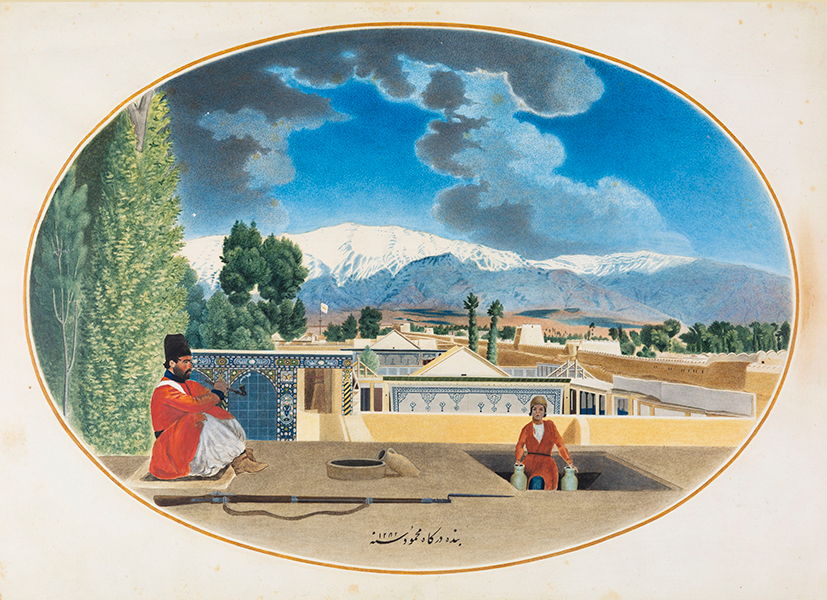
دورنمای کوه‌های شمیران از پشت بام کاخ گلستان اثر محمود ملک‌الشعرا

نام برخی از شهرک‌ها، شهرها و روستاهای شمیران که بیشترشان امروزه از محله‌های تهران بزرگ به‌شمار می‌روند از این قرارند:
- امامه
- آب‌نیک
- آجودانیه (چاله باغ)
- آهار
- اختیاریه
- اسدآباد
- اراج
- الهیه
- اُزگُل
- ازگیل دره
- افجه
- اقدسیه
- نیک‌زانا
- انباج
- اوشان، فشم، میگون
- اوین
- باغ شاطر
- باغ نظر
- برگ جهان
- بوجان
- بلوار میرداماد
- پس قلعه (دربند علیا)
- تجریش
- تیغستان
- جعفرآباد
- جردن
- امانیه
- جماران
- جمشیدآباد
- جمشیدیه
- جوزستان
- جوز درختک
- چالهرز
- چهارباغ
- چیذر
- پاسداران
- حصارک
- هروی
- داودیه
- دربند
- دربندسر
- درکه
- دروس
- درویش نو (تخت معیر)
- دزاشیب دزآشوب
- ده ونک
- ده نارمک
- رستم‌آباد
- زایگان
- زردبند
- زرگنده
- زعفرانیه
- سامیان
- سبو بزرگ
- سبو کوچک
- سربند
- سرنو
- سعدآباد
- سوآدر
- سوهانک
- سینک
- شادآباد
- شمشک
- شنگ‌زار (شِنکزار)
- شورکاب
- شیان
- صاحبقرانیه
- فرمانیه
- فشم
- قاسم‌آباد (محله)
- قلهک
- قنات کوثر
- قیطریه
- کاشانک
- کردیان
- کلاک
- گرمابدر
- گلابدره
- گلندوک
- لارک
- لتیان
- لزو
- لشکرک
- لواسان (روستا)
- لواسان (شهر)
- لویزان
- نخجوان
- محمودیه
- مجید آباد
- میگون
- مینی سیتی
- میرداماد
- ناران
- نودونک
- نوشانی
- نیکنامده
- نیاوران
- دروس
- محله قُبا
- هنزک
- ولنجک
- ونک
- داوودیه ، میرداماد
- ظفر
- استلک (اصطلک)
- تلو
- چاهک (امامیه)
- حسین‌آباد مبارک‌آباد
- حصارک
- گنج‌آباد (امانیه تهران)
- لالون (لالان)